# Wally Cirillo
Wallace Joseph „Wally“ Cirillo (* 4. Februar 1927 in Huntington (New York); † 5. Mai 1977 in Boca Raton) war ein US-amerikanischer Jazz-Pianist.
Cirillo studierte von 1948 bis 1950 am Conservatory of Modern Music in New York und danach an der Manhattan School of Music. 1953 spielte er in der Band von Chubby Jackson und Bill Harris und in der zweiten Hälfte der 1950er Jahre mit John LaPorta und Charles Mingus, in dessen Jazz Composers Workshop er war und aufnahm. Ab 1961 war er Lehrer in Florida, gab Privatunterricht und Kurse an der Universität (in Klavier und Improvisation) und komponierte (darunter Orchesterwerke und Elektronische Musik). Er leitete auch 1962 bis 1965 eine eigene Band, spielte mit Ira Sullivan, Flip Phillips und Phil Napoleon.
Cirillo nahm unter eigenem Namen auf (in einem Quartett mit Teo Macero und Charles Mingus 1955) und mit dem Jazz Workshop von Mingus, mit LaPorta (1954 im Quintett auf Debut Records) und Johnny Mathis. Seine Quartettaufnahme enthält die Erste Jazzkomposition basierend auf der Zwölftonreihe. Sie wurde gelegentlich unter Mingus Namen wieder veröffentlicht und 2006 auf Explorations of Teo Macero and Wally Cirillo (Fresh Sound Records). Er nahm auch einige Alben im Duet mit dem Gitarristen Joe Diorio in den 1970er Jahren auf.
Tom Lord verzeichnet in seiner Jazz-Diskographie sieben Aufnahmen von 1954 bis 1957.

## Lexikalischer Eintrag
- Carlo Bohländer, Karl Heinz Holler, Christian Pfarr: Reclams Jazzführer. 3., neubearbeitete und erweiterte Auflage. Reclam, Stuttgart 1989, ISBN 3-15-010355-X.